# 王家の谷 (映画)
『王家の谷』（Valley of the Kings）は1954年のアメリカ合衆国の冒険映画。テクニカラー作品。
ドイツのツェーラムによる考古学研究の歴史を小説化した『神・墓・学者』から着想を得ており、ロバート・ピロッシュとカール・タンバーグが作成した脚本を、ピロッシュ自らが監督し映画化している。出演はロバート・テイラーやエリノア・パーカーなど。
タイトル通り、エジプトのナイル川西岸にある古代エジプトの墓群である王家の谷を舞台としている。

## キャスト
| 役名                         | 俳優                 | 日本語吹替 | 日本語吹替   |
| 役名                         | 俳優                 | 東京12ch版 | 日本テレビ版 |
| ---------------------------- | -------------------- | ---------- | ------------ |
| マーク・ブランドン           | ロバート・テイラー   | 江角英明   | 小林修       |
| アン・バークレー・メルセデス | エリノア・パーカー   | 来宮良子   | 鈴木弘子     |
| フィリップ・メルセデス       | カルロス・トンプソン | 山田康雄   | 仲木隆司     |
| ハメッド・バックアワー       | カート・カズナー     |            | 郷里大輔     |
| トゥアレグ族長               | ビクター・ジョリー   | 相模武     | 戸谷公次     |
| アルコ                       | レオン・アスキン     | 須永宏     | 神山卓三     |
| アンティモス神父             | アルド・シルヴァーニ |            | 伊井篤史     |
| ダンサー                     | サミア・ガマール     |            |              |

- 東京12ch版：初回放送1969年10月8日
- 日本テレビ版：初回放送1990年1月2日『新春映画劇場』

## スタッフ
- 監督：ロバート・ピロッシュ（英語版）
- 脚本：ロバート・ピロッシュ、カール・タンバーグ
- 撮影：ロバート・サーティース
- 編集：ハロルド・F・クレス
- 音楽：ミクロス・ローザ

## 制作
当時、ハリウッドでは1950年公開の『キング・ソロモン』がヒットしたことを機に、エジプトをテーマにしたプロジェクトが多く開発されていた。そんな中でMGMにより、1952年に製作発表されたのが本作であった。エリノア・パーカーが出演することは発表時から決定していた。
撮影は1953年11月に開始。エジプトのカイロ、ルクソール、ファイユーム、スエズ、リビア砂漠、ギザの大ピラミッドで約6週間にわたるロケが行われ、カリフォルニア州とMGMスタジオで追加撮影を行い完成した。
エジプトでのロケは困難を極めたといい、エリノア・パーカーは後に、以下のように回想している。
ワールドプレミアは、1954年7月21日にカイロとアレクサンドリア（およびニューヨーク市）で同時開催された。アメリカの映画がエジプトで世界初公開されたのはこれが初であった。